# Антон Георг Кристиан фон Валдщайн-Вартенберг
Антон Георг Кристиан фон Валдщайн-Вартенберг (на немски: Anton Georg Kristian, Graf von Waldstein-Wartenberg; * 11 юли 1793; † 13 март 1848) е граф от род Валдщайн, господар на Вартенберг в Бохемия, Чехия, господар в имението Литомишъл в Пардубицки край в Бохемия.

## Живот
Той е първородният син на граф Георг Йозеф фон Валдщайн-Вартенберг (1768 – 1825) и съпругата му графиня Мария Франциска фон Хоенфелд (1771 – 1831), дъщеря на граф Ото Франц де Паула фон Хоенфелд (1731 – 1776) и фрайин Мария Анна Франциска фон Щайн-Жетинген (1741 – 1801). Внук е на граф Георг Кристиан фон Валдщайн-Вартенберг (1743 – 1791) и графиня Анна Мария Елизабет Улфелт фон Гилаус (1747 – 1791). Правнук е на граф Франц Георг фон Валдщайн-Вартенберг (1709 – 1771) и графиня Мария Йозефа Терезия фон Траутмансдорф (1704 – 1757).
Антон увеличава библиотеката с 22 хиляди тома. Към неговите гости, които там дават концерти, е Фредерик Шопен. През 1835 г. той организира голям военен парад за честване на монарсите на Германия и Русия. През 1838 г. му предлагат титлата княз, но той я отказва с думите „по-добре един бохемски граф, отколкото един млад немски княз“.
Линията фон Валдщайн-Вартенберг измира през 1901 г. с правнукът му Георг Йохан (* 19 ноември 1875; † 24 април 1901, Индия), внук на сина му Георг Антон Йозеф.

## Фамилия
Антон Георг Кристиан фон Валдщайн-Вартенберг се жени за графиня Мария Кайетана фон Фюнфкирхен/Печ, Унгария (* 27 януари 1798; † 1 февруари 1852), дъщеря на граф Йохан Франц де Паула фон Фюнфкирхен-Хлумец (1745 – 1807) и графиня Мария Йозефина Хорински-Ледске (1764 – 1844). Те имат децата:
- Георг Антон Йозеф Франц де Паула Алойз Мария Ян Кайетан (* 20 януари 1818, Литомишъл; † 6 юли 1854), женен за Антония Боудова (* 20 февруари 1827; † 2 септември 1901); имат двама сина и дъщеря
- Франциска (* 6 февруари 1819; † пр. 1830)
- Каролина фон Валдщайн (* 26 април 1822; † 12 октомври 1851), омъжена ок. 1850 г. за принц Фердинанд фон Бентхайм-Щайнфурт ( * 6 юли 1819; † 28 май 1889), най-малкият син на княз Алексий фон Бентхайм-Щайнфурт (1781 – 1866) и принцеса Вилхелмина фон Золмс-Браунфелс (1793 – 1865)[3]
- Хенриета (* 23 декември 1823; † 18 юли 1845, Фулнек, Моравия), омъжена на 19 април 1845 г. във Виена за граф Ервин фон Найперг от Швабия (* 6 април 1813; † 2 март 1897)
- Антон (* 15 юли 1826; † 21 май 1867)

## Галерия
- Замък Валдщйн
- Замък Вартенберг
- Дворец Литомишъл